# Vue du Canal Saint-Martin
Vue du Canal Saint-Martin (Nederlands: Zicht op het Canal Saint-Martin) is een schilderij van de impressionistische Brits-Franse kunstschilder Alfred Sisley (1839-1899), geschilderd in 1870, olieverf op doek, 50 × 65 centimeter. Het toont een gezicht over het bekende Parijse kanaal, met aan de kade een aantal afgemeerde boten. Het schilderij bevindt zich thans in de collectie van het Musée d'Orsay te Parijs. In 1951 werd het werk door Paul Gachet, zoon van kunstverzamelaar en arts Paul Gachet, geschonken aan de staat.

## Context
In 1862 ontmoette Sisley in het atelier van Charles Gleyre de jonge kunstschilders Claude Monet, Pierre-Auguste Renoir en Frédéric Bazille. In de jaren 1860 zouden ze vervolgens regelmatig samen schilderen in de bossen van Barbizon en Fontainebleau, waar ze de kiem legden voor het latere impressionisme. Sisley zou de landschapschilderkunst van de School van Barbizon meer dan zijn vrienden trouw blijven en schilderde ook later zelden figuren, hooguit als deel van het landschap.
Samen met Édouard Manet was Sisley een der weinige vroege impressionisten die in deze jaren af en toe werken exposeerden in de Parijse salon, die inmiddels door de meeste van hen werd veracht. In 1870 was hij er aanwezig met twee stadsgezichten, gemaakt bij het Canal Saint-Martin. Voor Sisley was dat redelijk bijzonder, aangezien hij vrijwel nooit in de stad schilderde. Zijn deelname aan de Salon leverde hem hoon op van zijn schildercollega's, maar dat nam niet weg dat hij later een leidende rol zou blijven spelen in de impressionistische beweging en een drijvende kracht zou worden achter de eerste impressionistententoonstellingen.

## Afbeelding

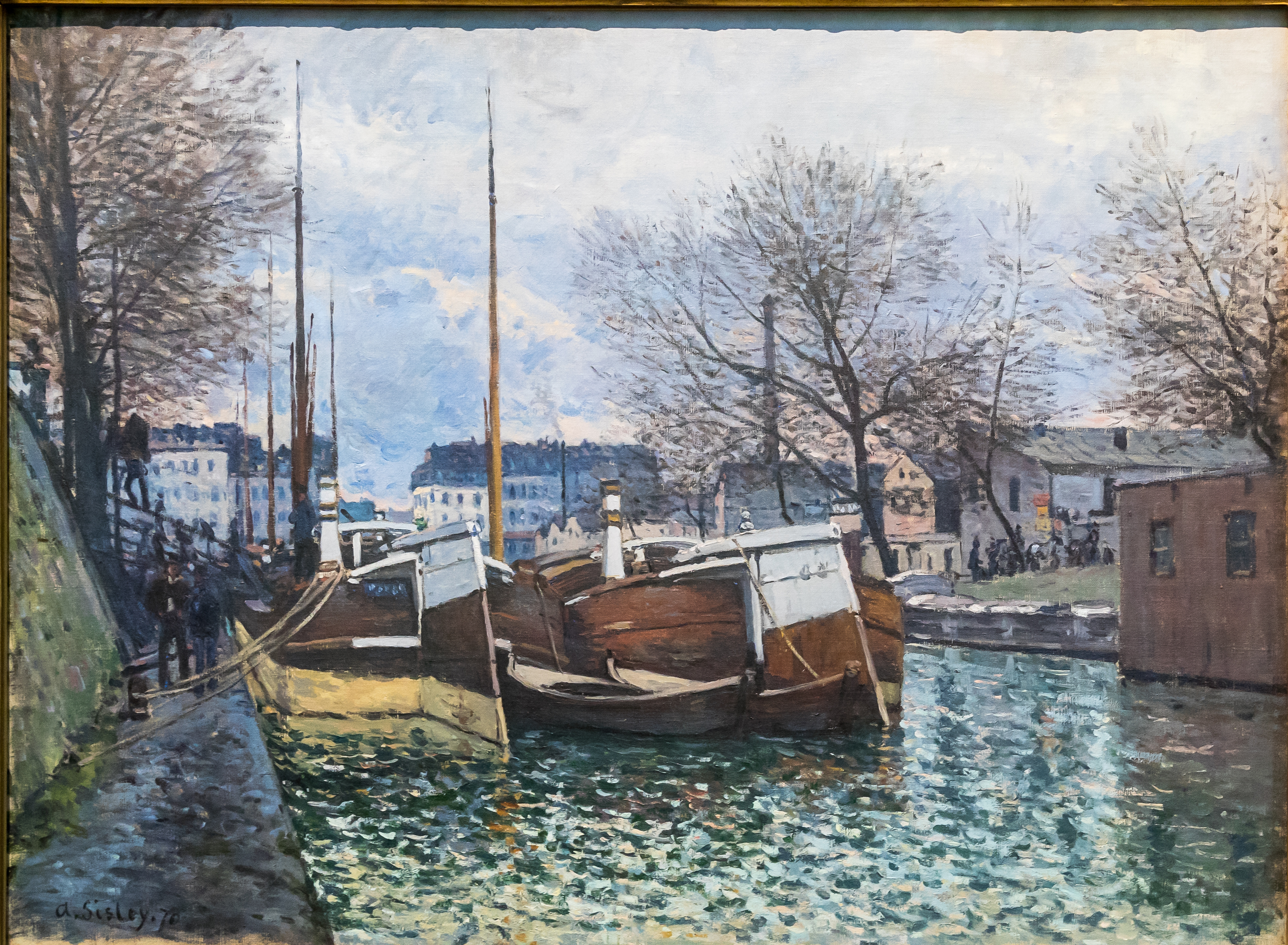
Péniches sur le canal Saint-Martin, 1870, eveneens geëxposeerd op de Parijse salon van 1870. Nu in de Sammlung Oskar Reinhart in Winterthur (Zwitserland)

Vue du Canal Saint-Martin toont een gezicht over het bekende Parijse kanaal, met aan de kade een aantal afgemeerde boten. Het is een vrij traditioneel opgezette compositie, waarin de invloed van de Barbizon-schilders nog steeds herkenbaar is. Het is geschilderd vanaf de Pont Eugène-Varlin en opgezet met een centraal verdwijnpunt, zoals Sisley dat zijn leven lang zou blijven in de meeste van zijn werken zou handhaven.
De Parijse kanalen vormden in Sisleys tijd een belangrijk onderdeel van de infrastructuur en bekortten de bochtige doorvaart van de Seine. Het Chantal St. Martin had veel sluizen en bruggen. Op het schilderij is een van de voetgangersbruggen te zien, met links het brugwachtershuisje. De doorvaart is tijdelijk gestremd om de voetgangers over te laten, wat het gebrek aan activiteit op het water verklaart. Het gaf Sisley de gelegenheid zich volledig te concentreren op de koude winterse lucht, zoals hij zijn leven lang een voorkeur voor weidse luchten zou hebben.
Via de opeenvolgende vlakken tracht Sisley diepte in het schilderij te suggereren, maar vooral ook beweging, waar al het andere in rust is. De zon staat laag en gaat goeddeels schuil achter de wolken, maar toch glinstert het licht op het water. Net als Monet had Sisley veel aandacht voor water in lucht in hun relatie tot elkaar: ze vormen een wederzijdse bron van licht en reflectie, versterkt door de donkere, grauwe gebouwen en de bladerloze bomen op de kade. Het kleurenpalet blijft gedempt, zich hoofdzakelijk bewegend tussen lichtblauw en grijstonen. Zoals de meeste van zijn werken ademt het tafereel stilte uit, maar tegelijk een voelbaar leven.